# Falu-Nedansiljans kontrakt
Falu-Nedansiljans kontrakt är ett kontrakt inom Svenska kyrkan i Västerås stift. 
Kontraktskoden är 0512.
Kontraktet bildades 2012 genom att Falu kontrakt utökades med församlingarna i Nedansiljans kontrakt och namnändrades. 

## Ingående församlingar
Från Falu kontrakt
- Aspeboda församling
- Bjursås församling
- Envikens församling
- Falu Kristine församling
- Grycksbo församling
- Stora Kopparbergs församling
- Sundborns församling
- Svärdsjö församling
- Vika-Hosjö församling

Från Nedansiljans kontrakt
- Leksands församling
- Djura församling
- Siljansnäs församling
- Gagnefs församling
- Mockfjärds församling
- Åhls församling (före 2019 Åls församling)
- Rättviks församling
- Boda församling
- Ore församling
- Floda församling

1 januari 2022 uppgick Åhls församling i Leksands pastorat